# Джумейра (мережа готелів)
Джумейра Готелі та Курорти (англ. Jumeirah Hotels and Resorts) — це державна мережа розкішних готелів Еміратів. Jumeirah Group була створена в 1997 році і стала частиною  Дубайського холдингу в 2004 році, який є особистим корпоративним портфелем шейха Мохаммеда ібн Рашида аль-Мактума. Професійний гравець у гольф Рорі Макілрой був глобальним послом компанії з 2007 по 2012 рік.

## Властивості Джумейри
Діяльність Jumeirah включає управління аквапарком Wild Wadi, брендом спа Talise, Jumeirah Restaurants (підрозділ ресторанів компанії), а також керує Академією готельного менеджменту Emirates і Jumeirah Hospitality.

### Середній Схід
- Burj Al Arab - Дубай
- Madinat Jumeirah[en] - Dubai
  - Includes Jumeirah Al Qasr, Jumeirah Dar Al Masyaf, Jumeirah Mina A'Salam and Jumeirah Al Naseem
- Jumeirah Beach Hotel - Dubai
- Jumeirah Zabeel Saray - Palm Jumeirah - Dubai
- Jumeirah Marsa Al Arab
- Jumeirah Creekside Hotel - Dubai
- Jumeirah Emirates Towers Hotel - Dubai
- Jumeirah Living Marina Gate - Marina, Dubai
- Jumeirah Living World Trade Centre Residences - Dubai
- Zabeel House The Greens
- Jumeirah at Saadiyat Island Resort - Abu Dhabi
- Jumeirah Gulf of Bahrain Resort & Spa - Bahrain
- Jumeirah Messilah Beach Hotel & Spa - Kuwait
- Jumeirah Muscat Bay - Oman
- Jabal Omar Jumeirah - Saudi Arabia

### Азія
- Jumeirah Bali
- Jumeirah Guangzhou
- Jumeirah Maldives Olhahali Island  - Maldives
- Jumeirah Nanjing
- Jumeirah Himalayas Hotel - Shanghai

### Європа
- Capri Palace - Capri
- The Carlton Tower - London
- Jumeirah Lowndes Hotel - London
- Jumeirah Port Soller Hotel & Spa - Mallorca